# Rick Davis
Richard Dean „Rick“ Davis (* 24. November 1958 in Denver, Colorado) ist ein ehemaliger US-amerikanischer Fußballspieler, der im Mittelfeld spielte.
Davis spielte an der Universität Fußball und kam 1978 zu Cosmos New York. Dort spielte er zusammen mit Franz Beckenbauer und Pelé. Zwischen 1984 und 1989 spielte er noch für einige US-Klubs. Im ganzen spielte er 373 Mal in den USA und schoss dabei 142 Tore in der NASL.
1980, 1984 und 1988 spielte er für die US-Olympia-Auswahlmannschaften.
Davis bestritt 36 Spiele (7 Tore) für die US-amerikanische Nationalmannschaft.
Er gilt für Fans und Experten als erster US-amerikanischer Fußballer, der internationale Klasse hatte.